# André Lassagne
André Louis Lassagne, né le 23 avril 1911 à Lyon et mort le 4 avril 1953 dans la même ville, est un  résistant et homme politique français, sénateur du Rhône de 1948 à 1953.

## Jeunes années
Orphelin de père dès l'âge de trois ans, il vit avec sa mère. Admis en classe de troisième au lycée du Parc en 1924, il obtient ensuite son baccalauréat littéraire. Il effectue son service militaire au sein du 23e Bataillon de chasseurs alpins où il est promu sous-lieutenant, puis revient à Lyon où il s'inscrit à la faculté de lettres. Il obtint ainsi, en 1932, une licence de lettres accompagnée de certificats d'italien.
En 1938, il devient professeur au lycée Chateaubriand de Rome où il enseigne l'italien jusqu'à la déclaration de guerre qui provoque sa réquisition sur le front des Alpes. Décoré de la croix de guerre, il est démobilisé le 18 août 1940.
De retour en France, il est nommé professeur d'italien au lycée du Parc où il prépare une agrégation. Il entre également dans la Résistance contre l'occupant allemand.

## Le résistant
Dès octobre 1940, il est chargé d'organiser des actions de type militaire : cache d'armes et munitions, matériel de transmission, évasion de prisonniers de guerre et passages par l'Espagne, reconnaissance.
En juillet 1941, intéressé par l'information dans la zone Sud, il signe le premier numéro de Libération avec Raymond Aubrac et Jean Cavaillès.
Au printemps 1943, il devient l’adjoint de Joseph Gastaldo, chef du deuxième bureau de l’Armée secrète, puis inspecteur général et adjoint du général Charles Delestraint. Ce dernier sera arrêté à Paris le 9 juin 1943, peu avant un agent de liaison de Daniel Cordier, Jean-Louis Théobald et le capitaine Gastaldo ; Jean Moulin doit alors réorganiser l'armée secrète, et demande à André Lassagne de trouver un lieu sûr afin d'organiser une réunion d’état-major.
Lassagne propose Caluire, où son ami le docteur Dugoujon accepte que la réunion se déroule chez lui. Le 21 juin 1943 vers 13h30, Lassagne va chercher Henri Aubry à l'arrêt de la ficelle de Lyon.
Aubry et Lassagne rejoignent la maison où se trouvent déjà le colonel Lacaze, et Bruno Larat. Jean Moulin, accompagné de Raymond Aubrac et d'Émile Schwarzfeld arrive avec plus d'une demi-heure de retard et n'est pas conduit par la secrétaire du docteur à l'étage où doit se dérouler la réunion, mais dans la salle d'attente. À 14h40, le Sipo-SD mené par Klaus Barbie investit la maison du docteur Dugoujon et arrête tout le monde.

### Détention
André Lassagne est d'abord détenu dans la prison Montluc, puis à Fresnes. 
Pendant sa détention, il trouve le moyen de correspondre clandestinement avec ses amis Jean et Jeanne Lonjaret, grâce à des messages écrits avec une mine de crayon sur des feuilles de papier à cigarettes, insérées ensuite dans les ourlets recousus de torchons ou de mouchoirs.
Le 24 octobre 1943, il est confronté au Tribunal militaire allemand du Gross Paris, présidé par le juge Ernst Roskothen avec comme motif d'inculpation « aide à l'ennemi et espionnage ».
En application du décret Nacht und Nebel, Lassagne est déporté au camp de concentration de Natzweiller-Struthof avec le général Delestraint, le capitaine Gastaldo et Emile Schwarzfeld. Il est ensuite transféré au camp de Brieg, puis à la prison de Liegnitz, au camp de Gross-Rosen et enfin au camp de concentration de Flossenbürg où il reste trois mois ; il contracte une grave affection pulmonaire durant ce dernier transfert.

## L'homme politique
André Lassagne est libéré le 23 avril 1945. De retour en France le 27 mai 1945, il est reçu second de l'agrégation qu'il avait commencé à préparer avant la guerre. Il se consacre alors à la politique, adhérant au RPF. Par la suite, il occupera plusieurs fonctions : conseiller municipal de Lyon, vice-président du conseil général du Rhône et sénateur du Rhône. Enfin, il est l'un des délégués français au conseil de l'Europe.

## Vie privée
André Lassagne est marié et a quatre enfants. Il est mort le 4 avril 1953, et il est enterré au cimetière de L'Arbresle. Son épouse est décédée en 2014.

## Distinction
Il est reconnu « déporté résistant »,.
- Médaille de la Résistance française avec rosette (29 novembre 1946)[9]

## Hommages
Plusieurs bâtiments scolaires ont été baptisés « André-Lassagne ». De plus, un quai porte son nom à Lyon, sa ville natale.

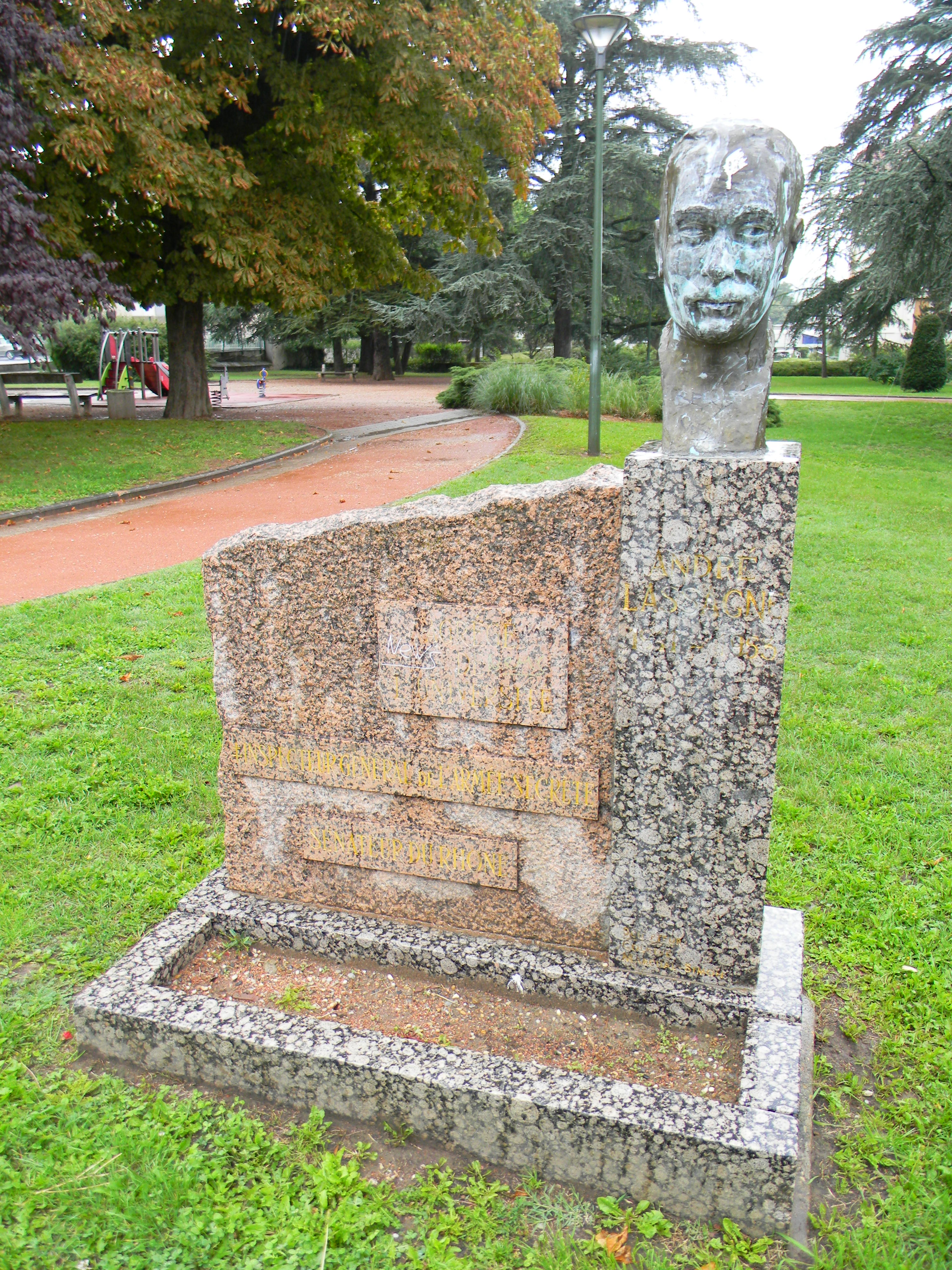
Une stèle à son honneur à Caluire-et-Cuire
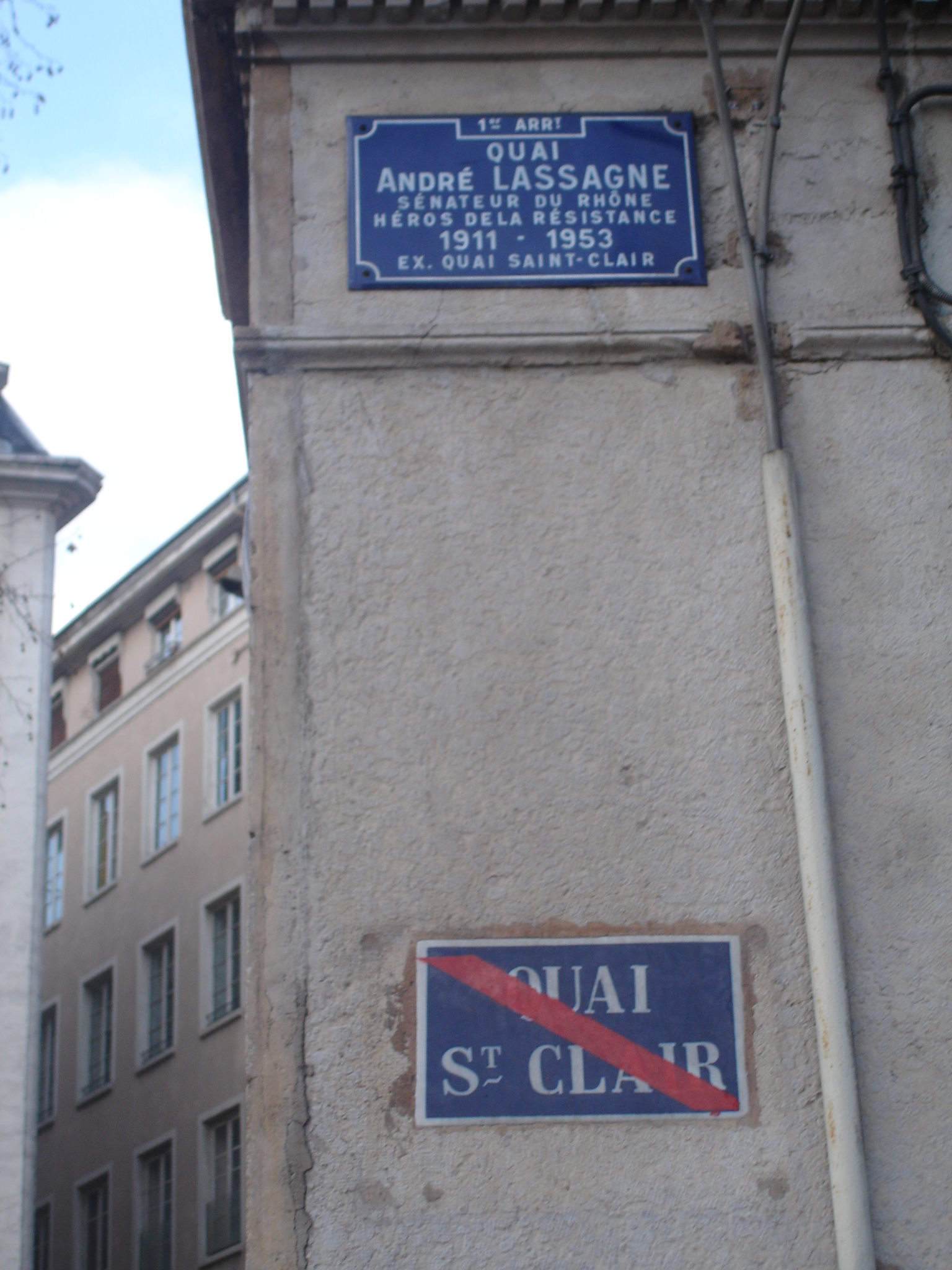
Le quai André Lassagne à Lyon (anciennement quai Saint-Clair)
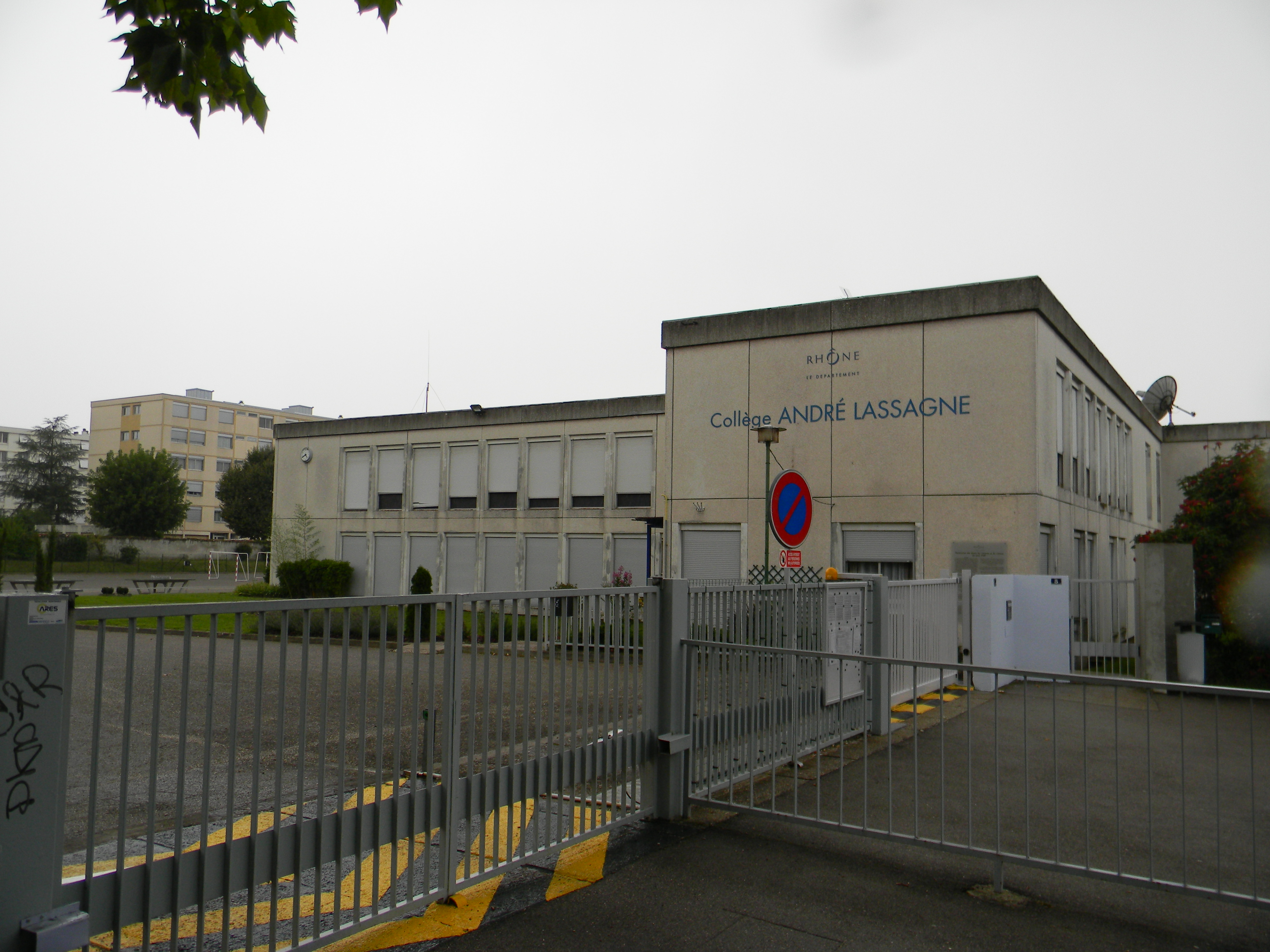
Un collège à son nom à Caluire-et-Cuire

## Publications
Feuillets clandestins de Fresnes, BGA Permezel, 2005